# Și dacă e adevărat... (roman)
Catégorie:Article utilisant une Infobox⁠(d)
Si daca e adevarat... (Et si c'était vrai...) este primul roman al lui Marc Levy, publicat în 2000, cu care a câștigat Premiul Goya pentru primul roman. Potrivit revistei Livres-Hebdo, această ediție a romanului lui Marc Levy s-a clasat pe locul 4 al vânzările cartilor de buzunar în 2003, cu 212 800 de exemplare vândute în Franța în 2003.

## Rezumat
Lauren Kline, o tânăra medic, a avut un accident de mașină în vara anului 1996. Ea a scapat „cu viață”, dar a intrat într-o comă profundă și a rămas internată la spital. In absenta ei, Arthur, un tânăr arhitect, se mută în apartamentul ei, acum neocupat. Într-o zi, în dulapul de la baie, o descoperă pe Lauren sub forma unui fel de fantomă. Ea îi explică că de fapt este acasă, în apartamentul său. Din patul ei de spital, se poate deplasa oriunde dorește în mintea ei, dacă se gândește bine la asta. Când se „mișcă” astfel, nimeni nu o poate vedea sau auzi; în afară de Arthur, care a surprins-o în dulap.
Arthur nu mai știe ce să creadă. Oare înnebunește ? Sau mintea îi joacă feste? Si daca e adevarat... Confruntat cu atâtea elemente pe care i le dă Lauren, femeia pe care doar el o poate percepe, ajunge să o creadă. Este acolo, dar nu chiar.
Nici spirit, nici fantomă, ea pare foarte reală ; dar trupul său adevărat se află la etajul cinci al spitalului din San Francisco, într-o stare de comă profundă, conform medicilor. Arthur va încerca să înțeleagă cum un spirit se poate separa fizic de corpul său în timpul comei și de ce numai el îl vede și aude.
Medicii, care și-au pierdut orice speranță de a o vedea vreodată ieșind din comă, o sfătuiesc pe mama ei să aleagă eutanasia ; Lauren îl simte, îl aude și îl cheamă pe Arthur in ajutor. Pentru a-i împiedica să o „debranșeze” pe Lauren, Arthur și cel mai bun prieten al său decid să scoată corpul tinerei din spital. Arthur reușește să se prefacă drept un adevărat medic care efectuează o procedură de urgență pe un diabetic. Ei iau corpul la bordul unei ambulanțe vechi de treizeci de ani.
Poliția investighează ; în ciuda unor indicii împrăștiate, un inspector găsește casa în care se află corpul, dar nu are suficiente dovezi pentru a convinge un procuror să percheziționeze această casă. Anchetatorul este, de asemenea, foarte intrigat pentru că nu poate găsi un motiv plauzibil pentru această răpire a unei persoane în comă.
Tânăra îl convinge pe arhitect să-i returneze corpul la spital, pentru a putea reveni la o viață normală, fără a risca o pedeapsă de cinci ani de închisoare. Aceștia reușesc să returneze corpul la spital fără a fi prinși. După câteva zile, fantoma tinerei se estompează treptat, ceea ce provoacă disperare arhitectului, care crede că a fost eutanasiată.
De fapt, tânăra iese din comă, spre marea uimire a medicilor ; este foarte slăbită si incapabilă sa meargă. Ea nu-și amintește de arhitect, dar este gata să construiască o relație de încredere cu acest străin.

## Personajele
- Lauren Kline

Femeia medic de urgență în comă de stadiul 4.
- Arthur

Arhitectul ; în timp ce vorbește cu o fantomă pe care numai el o vede, oamenii cred că este nebun. Este un om foarte drăguț.
- Lilian, mama lui Arthur

Diagnosticată cu cancer când Arthur era copil, memoria sa a avut un impact profund asupra fiului său.
- Paul

Cel mai bun prieten al lui Arthur, dar și asociatul său. Conduce o companie de arhitectură cu Arthur.
- George Pilguez

Inspector de poliție responsabil cu investigarea dispariției corpului lui Lauren.
- Mama lui Lauren

În timp ce il plimbă pe Kali, câinele fiicei sale, Arthur profită de ocazie pentru a o întâlni, cu scopul de a o descuraja pe doamna Kline să accepte cererea medicilor de a o eutanasia pe Lauren.

## Adaptare cinematografică
Et si c'était vrai... fost adaptat într-un film de Mark S. Waters cu Reese Witherspoon și Mark Ruffalo ca personaje principale și produs de Steven Spielberg (DreamWorks). Filmul a fost lansat în Franța pe 23 noiembrie 2005 .
 

### Articole similare
- Vous revoir - continuarea la Et si c'était vrai...
- Si c'était niais?  Pastișe propuse de Pascal Fioretto, în 2007